# Rebecka Abrahamsson
Maria Rebecka Abrahamsson, född Svensson 26 april 1994 i Karlshamn, är en svensk friidrottare (tresteg och längdhopp) tävlande för Örgryte IS. Hon vann SM-guld i tresteg inomhus år 2017.
Läsåren 2014/15 och 2015/16 studerade Abrahamsson i USA vid University of Cincinnati, Ohio.

## Karriär
I februari 2022 vid inomhus-SM tog Abrahamsson guld i tresteg efter ett hopp på 13,17 meter.

## Personliga rekord
| Utomhus - 100 meter – 12,65 (Växjö 21 september 2012) - 100 meter – 12,38 (medvind, +3,4 m/s) (Mölndal 14 juni 2020) - 200 meter – 25,47 (Halmstad 15 juli 2012) - 200 meter – 25,32 (medvind, +3,2 m/s) (Karlskrona 17 juni 2012) - 400 meter – 59,57 (Finspång 20 maj 2012) - 400 meter häck – 1.04,26 (Karlshamn 9 juni 2012) - Längdhopp – 6,14 (Auburn, USA 9 april 2016) - Längdhopp – 6,17 (medvind, +3,4 m/s) (Auburn, USA 9 april 2016) - Tresteg – 13,64 (Stockholm, 5 september 2021) | Inomhus - 60 meter – 8,05 (Göteborg 15 januari 2022) - 200 meter – 26,32 (Malmö 26 januari 2014) - 400 meter – 59,46 (Göteborg 3 mars 2022) - Höjdhopp – 1,60 (Göteborg 27 februari 2021) - Längdhopp – 6,15 (Växjö 25 februari 2017) - Tresteg – 13,51 (Uppsala 13 februari 2022) |